# Hilda Fredrika Keyser
Hilda Fredrika Keyser, ursprungligen Almstedt, född 11 februari 1827 i Arnö församling, död 14 maj 1901 i Stockholm, var en svensk författare.

## Biografi
Keyser föddes 1827 som dotter till kontraktsprosten Karl Gustaf Almstedt och hans fru Sofi Lindblad. Keyser var från 1850 och till hans död gift med Gustaf Keyser och mor till två döttrar, konstnären Elisabeth Keyser. Gustaf Keyser var när äktenskapet ingicks 42 år äldre än sin hustru. Därefter gifte Hilda Fredrika Keyser om sig med advokatfiskalen Corfitz Bernhard Cederblad.